# Драцена окаймлённая
Название Dracaena marginata может относиться и к другим таксонам, см. Dracaena marginata
Драце́на окаймлённая (Dracaena reflexa var. angustifolia, syn. Dracaena marginata Lam.) — дерево, разновидность вида Драцена отогнутая (Dracaena reflexa) рода Драцена (Dracaena) семейства Спаржевые (Asparagaceae).

## Ботаническое описание
Медленно растущее древесное растение — дерево или кустарник. Взрослые растения достигают в высоту 4,5—6 м. Листья узкие, мечевидные, с кромкой красного цвета, к вершине заострённые, глянцевые, зелёные, 30—90 см длиной, 2—7 см шириной..

## Распространение и экология
Растёт на острове Мадагаскар. Это растение называют ещё «мадагаскарским драконовым деревом» и «красноокаймлённой драценой».

## Культивирование
Популярное комнатное растение. Имеются сорта с красными и бледно-жёлтыми краями листьев. Требует к себе минимум внимания. Минимальная температура 15 °C. Более терпима по сравнению с другими растениями к сухой почве и нерегулярному поливу, хотя при длительном поддержании почвы во влажном состоянии может загнить. Поскольку это растение не требовательно в уходе, оно очень популярно в офисах, где высокие температура и освещённость соответствуют условиям произрастания драцены окаймлённой.
Этот вид можно выращивать в открытом грунте в районах, относящимся к зонам морозостойкости от 10-й до 12-й; растение относительно неплохо по сравнению с другими видами драцены переносит низкие температуры, однако отрицательных температур не выдерживает. Как и другие виды драцены, лучше всего развивается в условиях яркого солнечного света, однако может нормально расти и в негустой тени.
Драцена окаймлённая — одно из растений, используемых в программе NASA по очистке воздуха, способное очистить воздух от паров формальдегида. Драцена окаймлённая — эффективный очиститель воздуха и одно из лучших растений по очистке от ксилола и трихлорэтилена. В то же время растение очень чувствительно к фториду. Растение не выносит прямых солнечных лучей, но нуждается в хорошем освещении.
|                                                           |  |  |  |
| Слева направо: ствол, побеги с листьями, соцветие, цветки |  |  |  |